# Akiko Ino
Akiko Ino (井野亜季子?, Ino Akiko; Edogawa, 28 settembre 1986) è un'ex pallavolista giapponese.
Giocava nel ruolo di libero.

## Carriera
La carriera da professionista di Akiko Ino inizia nel 2005, con la maglia dell'Hitachi Sawa Rivale, con cui gioca per due stagioni. Nel 2006 fa il suo esordio in nazionale, vincendo la medaglia di bronzo al Trofeo Valle d'Aosta. Le successive due stagioni, gioca nel Racing Club de Cannes, con cui vince due volte il campionato francese e la Coppa di Francia.
Dal 2009 gioca di nuovo in Giappone, nelle NEC Red Rockets. Nel 2010 vince la medaglia d'oro alla Piemonte Woman Cup e la medaglia di bronzo al campionato mondiale, ultima occasione nella quale indossa la maglia della nazionale nipponica.
Nella stagione 2012-13 viene ingaggiata dall'Azəryol Voleybol Klubu, nel massimo campionato azero; resta legata al club anche nei primi mesi della stagione successiva, ma nel novembre 2013 lascia il club annunciando il proprio ritiro dalla pallavolo.

## Palmarès

### Club
- Campionato francese: 2

2007-08, 2008-09
- Coppa di Francia: 2

2007-08, 2008-09

### Nazionale (competizioni minori)
- Trofeo Valle d'Aosta 2006
- Piemonte Woman Cup 2010